# راجر سال
راجر سال (انگلیسی: Roger Saul؛ زادهٔ ژوئیه ۱۹۵۰ (۷۴ سال)) کارآفرین اهل بریتانیا است، که در سال ۱۹۷۱ شرکت مولبری را تأسیس کرد.